# Blitz Bazawule
Blitz Bazawule, pseudonimo di Samuel Bazawule (Accra, 19 aprile 1982), è un regista, sceneggiatore, cantautore e produttore discografico ghanese.
Noto anche come Blitz the Ambassador, ha iniziato la sua carriera musicale alla fine degli anni 2000 negli Stati Uniti, pubblicando quattro album in studio. Blitz ha esordito come regista cinematografico con The Burial of Kojo (2018), vincendo un Africa Movie Academy Awards, e ha co-diretto il film musicale Black Is King (2020) insieme a Beyoncé, ricevendo la sua prima candidatura ai Grammy Award al miglior film musicale. Ha inoltre diretto l'adattamento cinematografico del musical Il colore viola (2023), ricevendo candidature ai Critics' Choice Movie Awards e ai Black Reel Awards.

## Biografia
Dopo essersi diplomato alla Achimota School nel 2000, Bazawule è stato riconosciuto per la prima volta da Hammer of The Last Two, produttore ghanese. Ha registrato una strofa sulla canzone Deeba e ha ricevuto un premio come miglior nuovo artista ai Ghana Music Awards del 2000. Nel 2001, Blitz si è trasferito negli Stati Uniti per studiare alla Kent State University in Ohio, dove si è laureato in economia. Nel 2004 ha pubblicato come artista indipendente l'album Soul Rebel, sotto lo pseudonimo di Blitz.
Dopo la laurea, Blitz si è trasferito a New York, dove ha registrato gli album Double Consciousness e Stereotype. Nello stesso periodo ha formato una band, The Embassy Ensemble, con cui ha iniziato a tenere dei concerti nella città. Alla fine degli anni 2000 ha fondato un'etichetta Embassy MVMT. Alla fine del 2009, Blitz the Ambassador è stato scelto come uno dei "50 artisti emergenti" della rivista Beyond Race. Nel 2011 ha pubblicato Feelin' High con il cantante francese Ben Mazue e nel 2012 ha partecipato all'album Tetra della crew elettronica francese C2C. Blitz ha anche collaborato spesso con Professor A.L.I., partecipando a Things Fall Apart insieme a Raekwon nel 2011, al remix di Things Still Fall Apart nel 2012 e alla canzone The Mic Shall Inherit The Earth dell'album XFactor nel 2015. Nel 2016 ha pubblicato il suo quarto album in studio Diasporadical e il relativo cortometraggio Diasporadical Trilogia, un trittico con puntate ambientate ad Accra, New York City e Salvador, Bahia.
Nel 2018 Blitz ha diretto e scritto il suo film d'esordio, The Burial of Kojo, con la collaborazione dello studio cinematografico indipendente Array di Ava DuVernay per un'uscita nelle sale cinematografiche e su Netflix. Il progetto è stato presentato in anteprima all'Urban World film festival 2018 di New York. Ha ricevuto nove candidature alla quindicesima edizione degli Africa Movie Academy Awards, vincendo come miglior opera prima di un regista, e ha vinto il Grand Nile Prize al Luxor African Film Festival.

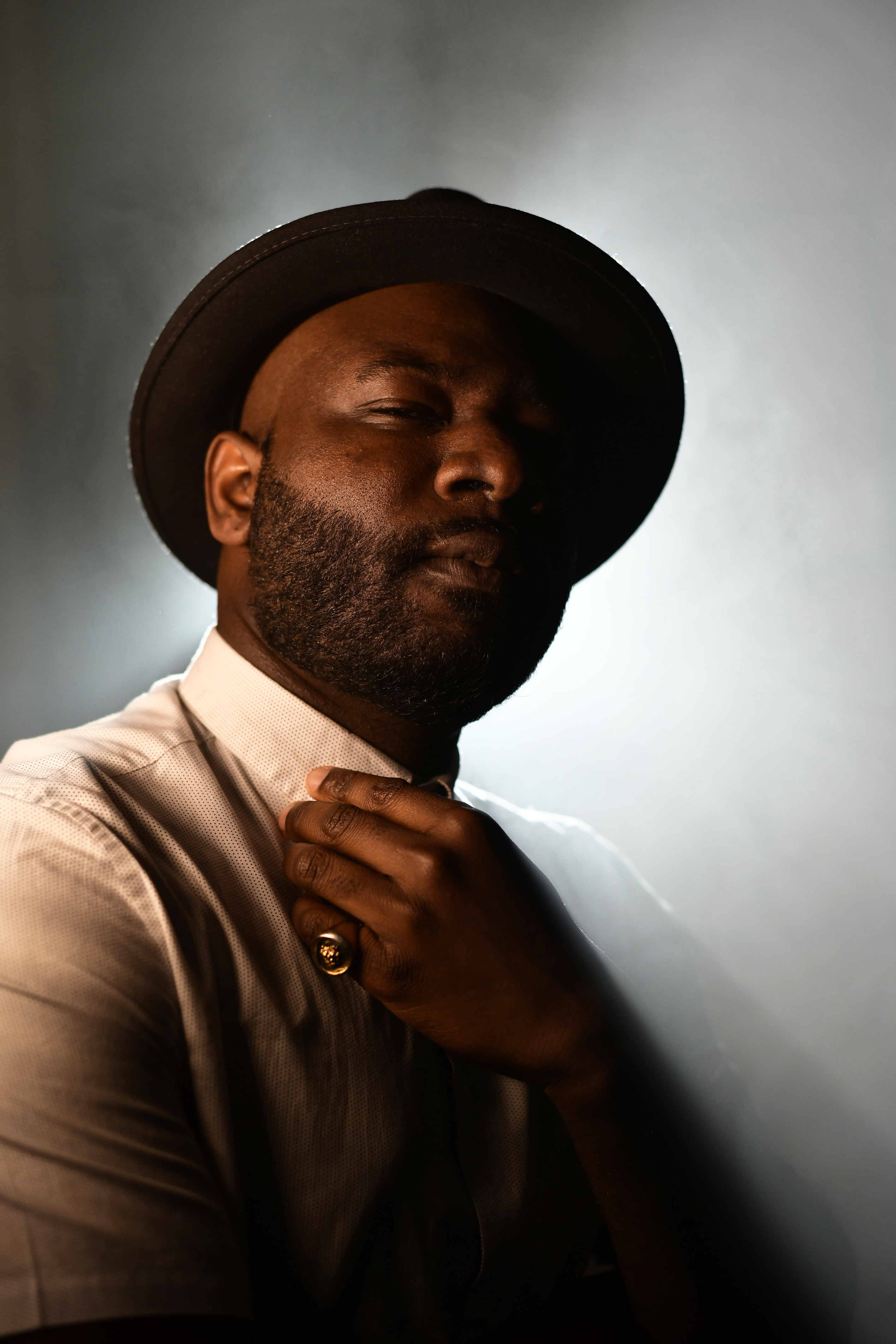
Blitz Bazawule nel 2019

Nel 2019, Blitz è stato uno dei registi presenti nel visual album di Beyoncé The Lion King: The Gift e nel relativo film musicale della Walt Disney Pictures Black Is King, per il quale ha ricevuto una candidatura come miglior film musicale ai Grammy Awards del 2021. Blitz è stato protagonista della Whitney Biennial 2019 curata da Rujeko Hockley e Jane Panetta. Blitz è anche Senior Fellow TED del 2019, e ha fondato l'Africa Film Society, un'organizzazione incentrata sulla conservazione del cinema classico africano. Ha ricevuto una delle borse di studio Guggenheim Fellowship per la sua influenza sul Ghana.
Nel 2020 è stato annunciato che Blitz avrebbe diretto Il colore viola, adattamento cinematografico dell'omonimo libro di Alice Walker e del musical di Broadway prodotto da Oprah Winfrey. La stessa Winfrey ha prodotto il film con Quincy Jones, Scott Sanders e Steven Spielberg, regista dell'omonimo film del 1985. Il film è stato interpretato da Fantasia Barrino, Taraji P. Henson, Colman Domingo e Danielle Brooks. È stato distribuito negli Stati Uniti il 25 dicembre 2023 dalla Warner Bros. Pictures. Il film gli è valso la candidatura ai Critics' Choice Award al miglior film e al Black Reel Awards al miglior esordio alla regia.

## Discografia

### Album in studio
- 2004 – Soul Rebel
- 2005 – Double Consciousness
- 2009 – Stereotype
- 2011 – Native Sun
- 2014 – Afropolitan Dreams
- 2016 – Diasporadical

### Colonne sonore
- 2019 – The Burial of Kojo

## Filmografia

### Regista

#### Film
- The Burial of Kojo (2018)
- Black Is King (2020)[20]
- Il colore viola (2023)

#### Cortometraggi
- Native Sun (2011)
- Diasporadical Trilogia (2016)

## Mostre e arti visive
- Whitney Biennial – Whitney Museum of American Art (2019)

## Riconoscimenti
- Grammy Award
  - 2020 – Candidatura al miglior film musicale per Black Is King[21]
- Africa Movie Academy Awards
  - 2019 – Miglior opera prima di un regista per The Burial of Kojo[22]
- Critics' Choice Movie Awards
  - 2024 – Candidatura al miglior film per Il colore viola[23]
- Black Reel Awards
  - 2020 – Candidatura al migliore documentario o speciale televisivo per Black Is King[24]
  - 2024 – Candidatura alla migliore esordio alla regia per Il colore viola[25]

- NAACP Image Award
  - 2020 – Candidatura alla miglior regia di un film o di uno speciale televisivo per Black Is King[26]
  - 2024 – Miglior realizzazione creativa di un film per Il colore viola[27]
- Luxor African Film Festival
  - 2019 – Grand Nile Prize per The Burial of Kojo[28]